# Ottone di Frisinga
Ottone di Frisinga (Otto Frisingensis) (Klosterneuburg, 1112 circa – Abbazia di Morimond, 22 settembre 1158) è stato un vescovo cattolico e storico tedesco venerato come beato dalla Chiesa cattolica.

## Biografia
Ottone era quinto figlio di Leopoldo III di Babenberg (il Santo), margravio d'Austria, e di sua moglie Agnese di Waiblingen, figlia dell'imperatore Enrico IV. Per via del suo primo matrimonio con Federico I, duca di Svevia, Agnese era madre del re di Germania Corrado III, e nonna dell'imperatore Federico Barbarossa. Inoltre, la sorella di Ottone, Giuditta, era andata in sposa al marchese Guglielmo V del Monferrato. Ottone era quindi imparentato con le più potenti famiglie della Germania e dell'Italia del nord.
Le notizie sulla sua vita sono piuttosto scarse, e le date a volte incerte. Studiò a Parigi, dove sviluppò un particolare interesse per la filosofia, e si ritiene che sia stato uno dei primi a introdurre la filosofia aristotelica in Germania.
Entrato nell'ordine cistercense, Ottone divenne abate del monastero cistercense di Morimond in Borgogna intorno al 1136, e poco dopo fu nominato vescovo di Frisinga. La sua diocesi, insieme al resto della Baviera, fu lacerata dalla lotta fra i Guelfi e la casata di Hohenstaufen, e versava in pessime condizioni; ma il nuovo vescovo riuscì a portare notevoli miglioramenti sia in materia ecclesiastica che secolare.
Nel 1147 partecipò alla disastrosa Seconda Crociata di Corrado III. La colonna dell'esercito crociato guidata da Ottone fu decimata, ma il vescovo riuscì comunque a raggiungere Gerusalemme, da cui fece rientro in Baviera nel 1148 o nel 1149. Si guadagnò il favore del successore di Corrado, Federico I Barbarossa; ricoprì un ruolo fondamentale nella risoluzione della disputa riguardante il Ducato di Baviera nel 1156; partecipò alla celebre Dieta di Besançon nel 1157, e, ancora indossando l'abito di monaco cistercense, morì a Morimond il 22 settembre 1158. Nel 1857 a Frisinga fu eretta una statua in suo onore.

## Opere
Ottone è soprattutto ricordato per due importanti opere storiografiche.

### Chronica de duabus civitatibus

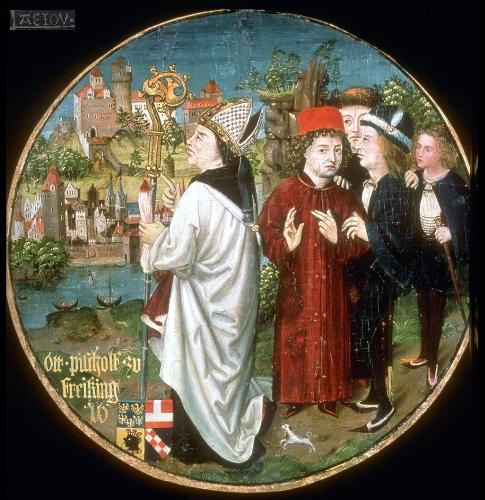
Ottone di Frisinga rivolge lo sguardo alla Cattedrale e alla città di Frisinga dalla riva orientale del fiume Isar (dipinto di Hans Part)

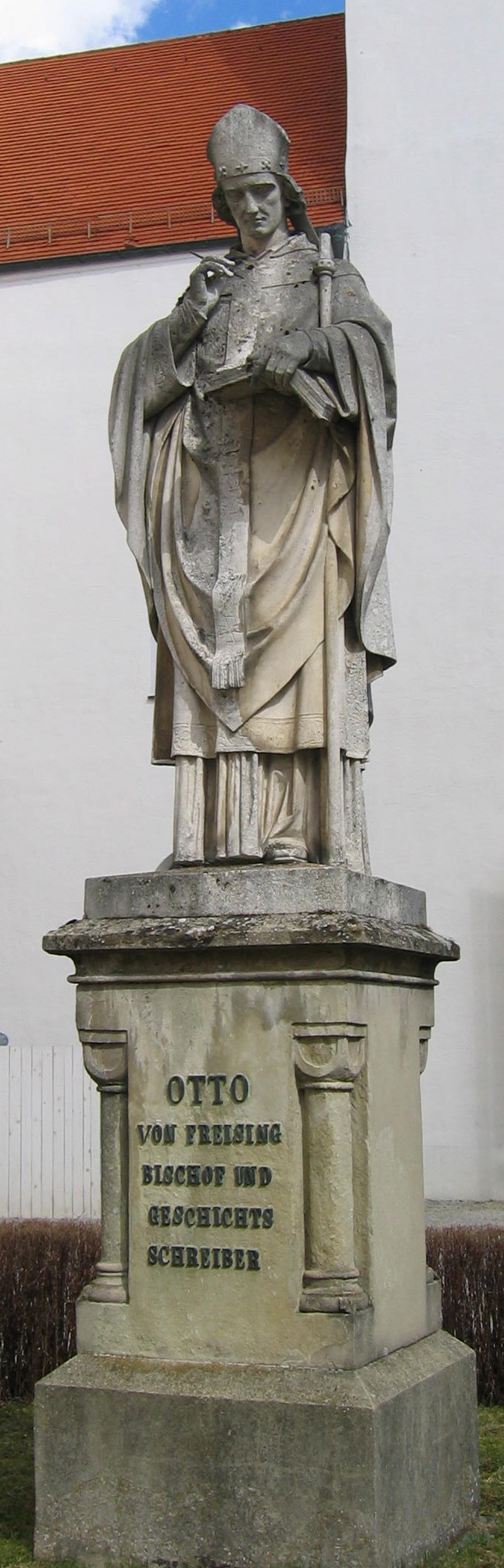
Statua di Ottone di Frisinga posta a fianco della Cattedrale di Frisinga

La prima di queste è la Chronica sive Historia de duabus civitatibus (Cronaca o Storia delle due città), un'opera storica e filosofica in otto libri, che segue in qualche modo la traccia del pensiero di Agostino e Orosio. Scritta al tempo della guerra civile in Germania (1143-1145), mette a confronto Gerusalemme e Babilonia, quali rappresentazioni dei regni celeste e terreno (la civitas Dei contro la civitas terrena o civitas diaboli), ma racchiude anche numerose e importanti informazioni riguardo alla storia del suo tempo. La cronaca, che fu tenuta nella più grande considerazione dai suoi contemporanei, arriva fino all'anno 1146, dopodiché fu però continuata fino al 1209 per opera di Ottone, abate di San Biagio (morto nel 1223). Nella Chronica Ottone riferisce di un suo colloquio con il vescovo Ugo di Jabala, il quale gli raccontò di un re cristiano nestoriano che regnava in Oriente con il nome di Prete Gianni. Questa è la prima menzione documentata del Prete Gianni, da cui per lungo tempo l'Occidente sperò di ricevere aiuto nella lotta contro i Saraceni.
Ad una versione manoscritta del XII secolo della Chronica fu aggiunto nel XIII secolo un complesso di documenti, oggi conservati a Jena, che prendono il nome di Annali di Marbach.

### Gesta Friderici Imperatoris
Meglio conosciuta è l'opera di Ottone Gesta Friderici imperatoris (Imprese dell'Imperatore Federico), scritta per desiderio di Federico Barbarossa, e introdotta da una lettera dell'Imperatore stesso all'autore. Le Gesta sono composte da quattro libri, dei quali i primi due furono scritti dallo stesso Ottone, mentre i due rimanenti, o almeno parte di essi, dal suo pupillo Ragewin, o Rahewin; da alcuni è stato però supposto che anche il terzo libro e la prima parte del quarto siano opera di Ottone. Il primo libro prende spunto dalla contesa fra papa Gregorio VII e l'imperatore Enrico IV, per arrivare fino alla morte di Corrado III nel 1152. L'autore non si limita a trattare della storia della Germania, ma estende la sua trattazione alla predicazione di Bernardo di Chiaravalle, al suo zelo nel combattere gli eretici, alla condanna di Abelardo, e a argomenti vari di filosofia e teologia. Il secondo libro si apre con l'elezione di Federico I nel 1152, e si sviluppa con la storia, abbastanza dettagliata, dei suoi primi cinque anni di regno, soprattutto per quel che riguarda le vicende in Italia. Da questo punto in poi (1156) il suo lavoro viene proseguito da Ragewin. Il latino di Ottone è eccellente e, nonostante una smaccata partigianeria a favore della casata Hohenstaufen e alcune piccole inesattezze, le Gesta sono state giustamente descritte come un buon modello di composizione storica.

## Culto
Il beato Ottone è ricordato dal Martirologio Romano alla data del 22 settembre. Nell'arcidiocesi di Vienna e nell'arcidiocesi di Monaco e Frisinga la sua memoria ricorre il 7 settembre. Le sue reliquie sono custodite nell'abbazia cistercense di Heiligenkreuz. Un'altra reliquia si trova al monastero di San Castulo a Moosburg an der Isar.

## Ascendenza
|                            |                    |                       | Genitori                 |  |  | Nonni |  |  | Bisnonni             |  |  | Trisnonni              |  |
|                            |                    |                       |                          |  |  |       |  |  | Ernesto di Babenberg |  |  | Adalberto di Babenberg |  |
|                            |                    |                       |                          |  |  |       |  |  | Ernesto di Babenberg |  |  | Adalberto di Babenberg |  |
|                            |                    | Frozza Orseolo        |                          |  |  |       |  |  | Ernesto di Babenberg |  |  |                        |  |
| Leopoldo II di Babenberg   |                    |                       |                          |  |  |       |  |  | Ernesto di Babenberg |  |  |                        |  |
|                            |                    | Adelaide di Eilenburg | Dedi I di Lusazia        |  |  |       |  |  |                      |  |  |                        |  |
|                            |                    | Adelaide di Eilenburg | Dedi I di Lusazia        |  |  |       |  |  |                      |  |  |                        |  |
|                            |                    | Adelaide di Eilenburg | Oda di Lusazia           |  |  |       |  |  |                      |  |  |                        |  |
| Leopoldo III di Babenberg  |                    | Adelaide di Eilenburg |                          |  |  |       |  |  |                      |  |  |                        |  |
|                            |                    | Rapoto IV di Cham     | …                        |  |  |       |  |  |                      |  |  |                        |  |
|                            |                    | Rapoto IV di Cham     | …                        |  |  |       |  |  |                      |  |  |                        |  |
|                            |                    | Rapoto IV di Cham     | …                        |  |  |       |  |  |                      |  |  |                        |  |
| Ida di Formbach-Ratelnberg |                    | Rapoto IV di Cham     |                          |  |  |       |  |  |                      |  |  |                        |  |
|                            |                    | Mathilde              | …                        |  |  |       |  |  |                      |  |  |                        |  |
|                            |                    | Mathilde              | …                        |  |  |       |  |  |                      |  |  |                        |  |
|                            |                    | Mathilde              | …                        |  |  |       |  |  |                      |  |  |                        |  |
| Ottone di Frisinga         |                    | Mathilde              |                          |  |  |       |  |  |                      |  |  |                        |  |
|                            | Enrico III il Nero | Corrado II il Salico  |                          |  |  |       |  |  |                      |  |  |                        |  |
|                            | Enrico III il Nero | Corrado II il Salico  |                          |  |  |       |  |  |                      |  |  |                        |  |
|                            | Enrico III il Nero | Gisella di Svevia     |                          |  |  |       |  |  |                      |  |  |                        |  |
| Enrico IV di Franconia     | Enrico III il Nero |                       |                          |  |  |       |  |  |                      |  |  |                        |  |
|                            |                    | Agnese di Poitou      | Guglielmo V di Aquitania |  |  |       |  |  |                      |  |  |                        |  |
|                            |                    | Agnese di Poitou      | Guglielmo V di Aquitania |  |  |       |  |  |                      |  |  |                        |  |
|                            |                    | Agnese di Poitou      | Agnese di Borgogna       |  |  |       |  |  |                      |  |  |                        |  |
| Agnese di Waiblingen       |                    | Agnese di Poitou      |                          |  |  |       |  |  |                      |  |  |                        |  |
|                            |                    | Oddone di Savoia      | Umberto I Biancamano     |  |  |       |  |  |                      |  |  |                        |  |
|                            |                    | Oddone di Savoia      | Umberto I Biancamano     |  |  |       |  |  |                      |  |  |                        |  |
|                            |                    | Oddone di Savoia      | Ancilla d'Aosta          |  |  |       |  |  |                      |  |  |                        |  |
| Berta di Savoia            |                    | Oddone di Savoia      |                          |  |  |       |  |  |                      |  |  |                        |  |
|                            |                    | Adelaide di Susa      | Olderico Manfredi II     |  |  |       |  |  |                      |  |  |                        |  |
|                            |                    | Adelaide di Susa      | Olderico Manfredi II     |  |  |       |  |  |                      |  |  |                        |  |
|                            |                    | Adelaide di Susa      | Berta di Milano          |  |  |       |  |  |                      |  |  |                        |  |
|                            |                    | Adelaide di Susa      |                          |  |  |       |  |  |                      |  |  |                        |  |

## Successione apostolica
La successione apostolica è:
- Arcivescovo Everardo di Salisburgo, O.S.B.